# Гончарова, Анна Сергеевна
А́нна Серге́евна Гончаро́ва (род. 25 октября 1979 года, Москва, РСФСР, СССР) — детский писатель, филолог, педагог, психолог. Член Союза писателей России, член Русского ПЕН-центра, лауреат всероссийских премий. Награждена памятной медалью Года литературы за особый вклад в книжное дело.

## Биография
Родилась 25 октября 1979 года в Москве, в творческой семье.
В 1989 году снялась в выпуске № 323 киножурнала «Фитиль», сюжет «Ответный ход» (режиссёр Исаак Магитон).
Имеет два высших образования — филологическое и психологическое.
Работала учителем и психологом в средней школе № 183 города Москвы.
В 2000—2011 годах — ассистент режиссёра, редактор в студии Аркадия Мамонтова программы «Специальный корреспондент» ВГТРК.
С 2009 года пишет книги.
В 2016, 2017, 2019, 2021, 2022, 2023, 2024, 2025 годах вела церемонию награждения конкурса «Лучшие книги года» Ассоциации книгоиздателей России (вместе с ректором МГУП имени Ивана Фёдорова Константином Антиповым). В 2023 году удостоена звания «Лучший ведущий конкурса АСКИ»
Один из организаторов Международного литературного фестиваля для детей и молодежи (г. Астрахань).
Постоянный участник благотворительной акции «Книготерапия от RUSSCO»  Российского общества клинической онкологии.
Основатель и генеральный директор Центра развития детского чтения.

## Творчество
Перу Анны Гончаровой принадлежат серия про енотиков Еню и Елю, повести-сказки для детей младшего и среднего школьного возраста, более 150 стихотворений.
Сказки Анны Гончаровой, построенные с учётом детской психологии, в игровой форме рассказывают о самом важном в жизни человека и помогают детям узнавать много нового. В книгах иногда используются приёмы сказкотерапии, также есть примеры семейных игр. Сказки Анны Гончаровой включают в себя педагогические советы, они написаны понятным языком, без назидательности и нравоучений.
Анна Гончарова проводит творческие встречи, принимает участие в книжных выставках, фестивалях, форумах, как в России, так и за ее пределами, всячески пропагандируя книгу, чтение, семейные и духовные ценности.
Член Союза писателей России и Русского ПЕН-центра.

## Семья
Дедушка, Анатолий Сергеевич Тараскин (1933—2003) — писатель-сатирик, драматург, сценарист. Редактор (1966—1985), художественный руководитель (1986—2003) киножурнала «Фитиль». Заслуженный работник культуры РСФСР (1978).
Дети — сын Иван и дочь Алёна.

## Награды и премии
- Победитель XIX Всероссийского конкурса «Моя страна - моя Россия» в специальной номинации «Детские народные сказки».
- Лауреат конкурса «Поэт XXI века» премии им. Агнии Барто.
- Лауреат премии «Terra Incognita» в номинации «Радость бытия»[14].
- Финалист премии «Книга года» в номинации «Вместе с книгой мы растём»[15].
- Финалист конкурса «Малая Родина» в номинации «Россия заповедная»[16].
- Награждена памятной медалью Года литературы за особый вклад в книжное дело[17].
- Лауреат Евразийской международной премии «Особые достижения» в номинации «За особый вклад в детскую литературу»[18].
- Награждена медалью «За усердное служение».